# 馬漢 (伊朗)

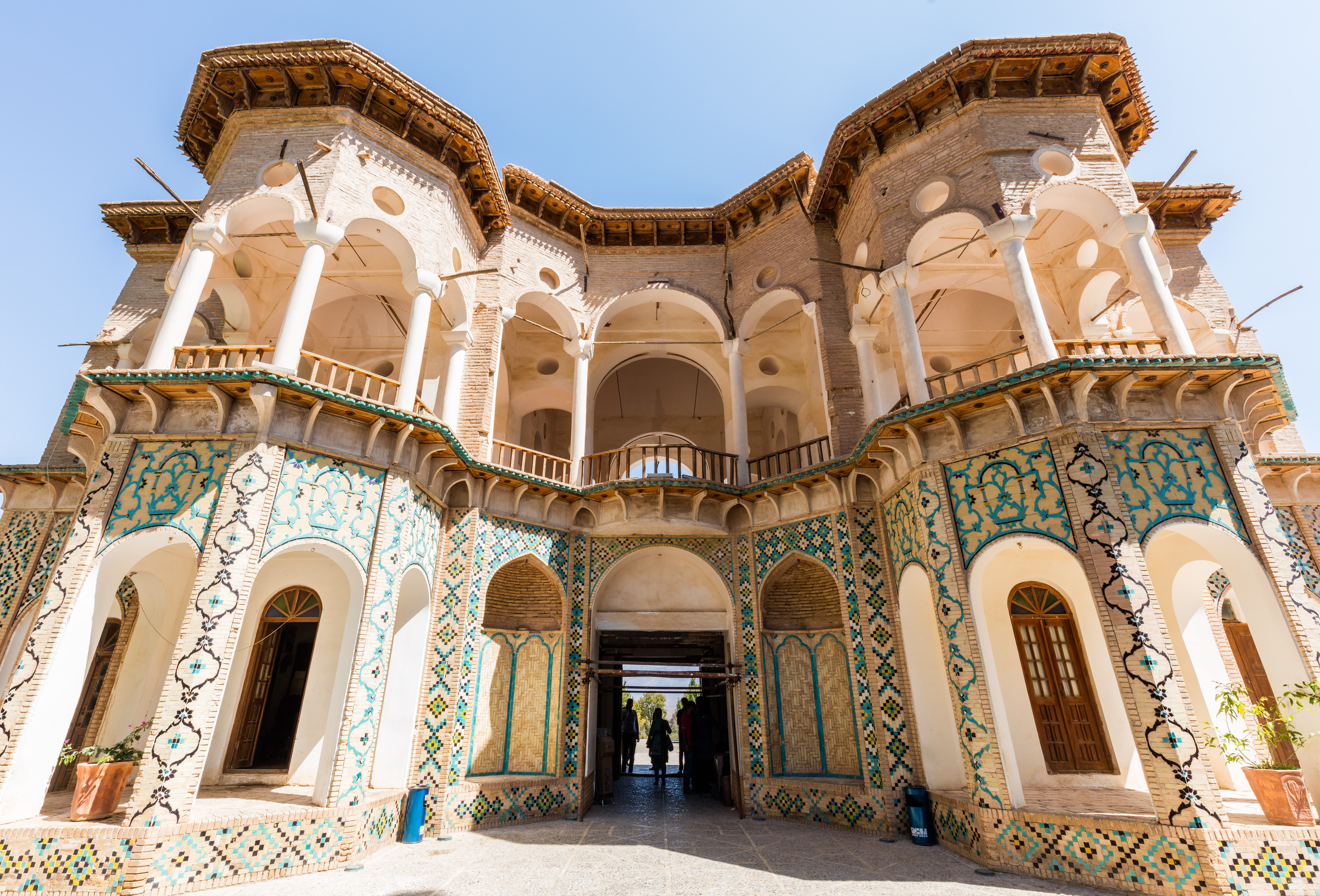
馬漢王子花園

馬漢是伊朗的城市，位於該國中部，由克爾曼省負責管轄，距離首府克爾曼35公里，海拔高度1,900米，該市是很多朝聖者前往的地點，2012年人口19,002。

## 外部連結
- Photographs of Mahan:

— Shāh Ne'matollah Vali: (1), (2) （页面存档备份，存于）
— Bāgh-e Shāzdeh: (1)